# Liga ACT 2022
La temporada 2022 de la Liga ACT (conocida como Eusko Label Liga por motivos de patrocinio) es la vigésima edición de la competición de traineras organizada por la Asociación de Clubes de Traineras. Compitieron 12 equipos encuadrados en un único grupo. La temporada regular comenzó el 2 de julio en Bilbao y terminó el 18 de septiembre en Portugalete(Vizcaya). Posteriormente se disputaron los play-off para el descenso a la Liga ARC o a la Liga LGT.

## Sistema de competición
La competición consta de tres tipos de regatas:
- Regatas puntuables: computan para la clasificación de la liga y todos los clubes deben participar en ellas.
- Regatas no puntuables: no computan para la clasificación de la liga y los clubes pueden no participar en ellas mediando causa justificada. En la temporada 2022, a fecha de edición no ha habido.
- Regatas de play-off: se disputan 2 regatas en la que participan el clasificado en undécimo lugar antes de las dos últimas regatas y dos representantes de la Liga ARC y otros dos de la LGT. El clasificado en último lugar desciende directamente.

En esta edición se disputaron 20 banderas durante la temporada regular y dos regatas de play-off. Todos los integrantes de la Liga ACT disputan las regatas puntuables excepto las dos últimas ya que éstas coinciden con el desarrollo de los play-off. En estas dos últimas regatas no participan los siguientes clasificados después de la decimoctava regata: los clasificados en los puestos noveno y décimo; el penúltimo clasificado ya que rema en la tanda de los play-off y el último, que desciende directamente a las ligas ARC o LGT. Por tanto, estas dos últimas banderas solo las disputan los ocho primeros clasificados tras la disputa de las 18 primeras regatas.

## Traineras participantes
| Equipo                     | Nombre de la Trainera | Localidad     | Provincia |
| -------------------------- | --------------------- | ------------- | --------- |
| Cabo da Cruz               | Cabo da Cruz          | Boiro         | La Coruña |
| Ares                       | Santa Olalla de Lubre | Ares          | La Coruña |
| Zierbena-Bahías de Vizcaya | Zierbena              | Ciérvana      | Vizcaya   |
| Santurtzi- Itsasoko Ama    | Sotera                | Santurce      | Vizcaya   |
| Kaiku- Berez Galanta       | Bizkaitarra           | Sestao        | Vizcaya   |
| Bermeo Urdaibai            | Bou Bizkaia           | Bermeo        | Vizcaya   |
| Lekittarra-Elecnor         | Lekittarra            | Lequeitio     | Vizcaya   |
| Ondarroa-Cikautxo          | Antiguako ama         | Ondárroa      | Vizcaya   |
| Getaria                    | Esperantza            | Guetaria      | Guipúzcoa |
| Orio-Orialki               | San Nicolas           | Orio          | Guipúzcoa |
| Donostiarra-Amenabar       | Torrekua II           | San Sebastián | Guipúzcoa |
| Fuenterrabía- Matrix       | Ama Guadalupekoa      | Fuenterrabía  | Guipúzcoa |

### Equipos por provincia
| Provincia | N. | Equipos |
| --------- | -- | --- |
| Vizcaya   | 6  | Lekittarra-Elecnor, Ondarroa-Cikautxo, Santurtzi-Itsasoko Ama, Bermeo Urdaibai, Zierbena-Bahías de Vizcaya, Kaiku- Berez Galanta |
| Guipúzcoa | 4  | Donostiarra-Amenabar, Fuenterrabía- Matrix, Orio-Orialki, Getaria                                                                |
| La Coruña | 2  | Ares, Cabo da Cruz |

### Ascensos y descensos
| Pos. | Ascendido de liga ARC 2021 |
| ---- | -------------------------- |
| 1.º  | Getaria                    |
| 2.º  | Kaiku Berez Galanta        |

| Pos. | Descendido a liga LGT 2021 y ARC 2021 |
| ---- | ------------------------------------- |
| 11.º | Tirán-Pereira                         |
| 12.º | Zarautz-Gesalaga-Okelan               |

## Calendario
Temporada regular
Las siguientes regatas tuvieron lugar en 2022
| Orden | Regata                                                                        | Fecha            | Hora  | Localidad       | Provincia |
| ----- | ----------------------------------------------------------------------------- | ---------------- | ----- | --------------- | --------- |
| 1     | XIII Bandera de Bilbao                                                        | 2 de julio       | 18:13 | Bilbao          | Vizcaya   |
| 2     | XIV Bandera Fabrika                                                           | 3 de julio       | 12:13 | San Sebastián   | Guipúzcoa |
| 3     | VI Bandera Ciudad de La Coruña (jornada 1)                                    | 9 de julio       | 18:33 | La Coruña       | La Coruña |
| 4     | VI Bandera Ciudad de La Coruña (jornada 2)                                    | 10 de julio      | 12:13 | La Coruña       | La Coruña |
| 5     | XXXII Bandera de Orio - X Bandera Orio Kanpina                                | 16 de julio      | 18:13 | Orio            | Guipúzcoa |
| 6     | XXXIX. Bandera Petronor                                                       | 17 de julio      | 12:13 | Ciérvana        | Vizcaya   |
| 7     | XXI Bandera Ayuntamiento de Sestao                                            | 23 de julio      | 18:13 | Sestao          | Vizcaya   |
| 8     | XLIII Bandera de Santurce                                                     | 24 de julio      | 12:13 | Santurce        | Vizcaya   |
| 9     | XLIV Bandera de Guecho - XVIII Homenaje a Lehendakari J.A. Agirre             | 30 de juio       | 18:23 | Guecho          | Vizcaya   |
| 10    | XXXVI Bandera El Correo-Gran Premio Kutxabank-Ayuntamiento de Lequeitio       | 31 de julio      | 12:13 | Lequeitio       | Vizcaya   |
| 11    | XXXV Bandera de Fuenterrabía - Gran Premio Mapfre                             | 6 de agosto      | 18:13 | Fuenterrabía    | Guipúzcoa |
| 12    | XIII Bandera de Guetaria- Premio 500 aniversario                              | 7 de agosto      | 12:13 | Guetaria        | Guipúzcoa |
| 13    | XXXVIII Bandera de Ondárroa - Gran Premio Cikautxo                            | 13 de agosto     | 18:13 | Ondárroa        | Vizcaya   |
| 14    | X Bandera CaixaBank                                                           | 14 de agosto     | 12:13 | Castro-Urdiales | Cantabria |
| 15    | XLV Bandera de Zarauz (jornada 1)                                             | 20 de agosto     | 18:13 | Zarauz          | Guipúzcoa |
| 16    | XLV Bandera de Zarauz (jornada 2)                                             | 21 de agosto     | 12:13 | Zarauz          | Guipúzcoa |
| 17    | XV Bandera Concejo de Ares                                                    | 27 de agosto     | 18:13 | Ares            | La Coruña |
| 18    | XXXII Bandera Concejo de Boiro                                                | 28 de agosto     | 12:13 | Boiro           | La Coruña |
| 19    | XL Bandera Villa de Bermeo - Gran Premio BTWC Bermeo Tuna World Capital       | 17 de Septiembre | 18:50 | Bermeo          | Vizcaya   |
| 20    | XLVIII Bandera El Corte Inglés- Ayuntamiento de Portugalete -700 Aniversario- | 18 de septiembre | 12:30 | Portugalete     | Vizcaya   |

### Play-off de ascenso a Liga ACT
| Orden | Regata      | Fecha            | Hora  | Provincia |
| ----- | ----------- | ---------------- | ----- | --------- |
| 1     | Bermeo      | 17 de septiembre | 18:11 | Vizcaya   |
| 2     | Portugalete | 18 de septiembre | 11:50 | Vizcaya   |

## Clasificación

### Temporada regular
A continuación se recoge la clasificación en cada una de las regatas disputadas. 
Los puntos se reparten entre los doce participantes en cada regata.
| Posición | 1.º | 2.º | 3.º | 4.º | 5.º | 6.º | 7.º | 8.º | 9.º | 10.º | 11.º | 12.º |
| Puntos   | 12  | 11  | 10  | 9   | 8   | 7   | 6   | 5   | 4   | 3    | 2    | 1    |

| Pos. | Club                       | Trainera              | 1 BIL | 2 DON | 3 CO1 | 4 CO2 | 5 ORI | 6 PET | 7 SES | 8 SCE | 9 GUE | 10 COR | 11 FUE | 12 GUE | 13 OND | 14 CAX | 15 ZA1 | 16 ZA2 | 17 BOI | 18 ARE | 19 BER | 20 ING | Puntos |
| ---- | -------------------------- | --------------------- | ----- | ----- | ----- | ----- | ----- | ----- | ----- | ----- | ----- | ------ | ------ | ------ | ------ | ------ | ------ | ------ | ------ | ------ | ------ | ------ | ------ |
| 1    | Bermeo Urdaibai            | Bou Bizkaia           | 5     | 3     | 1     | 1     | 3     | 4     | 2     | 2     | 3     | 2      | 1      | 1      | 3      | 2      | 1      | 2      | 1      | 2      | 2      | 1      | 218    |
| 2    | Fuenterrabía-Matrix        | Ama Guadalupekoa      | 3     | 2     | 3     | 3     | 1     | 2     | 1     | 1     | 2     | 1      | 2      | 10     | 4      | 1      | 2      | 1      | 2      | 1      | 1      | 2      | 215    |
| 3    | Donostiarra-Amenabar       | Torrekua II           | 2     | 1     | 4     | 2     | 2     | 1     | 3     | 3     | 1     | 3      | 3      | 3      | 7      | 3      | 4      | 3      | 4      | 3      | 3      | 5      | 200    |
| 4    | Orio-Orialki               | Txiki                 | 1     | 4     | 2     | 4     | 4     | 3     | 4     | 4     | 4     | 4      | 5      | 2      | 8      | 4      | 3      | 4      | 3      | 4      | 6      | 3      | 184    |
| 5    | Getaria                    | Esperantza            | 7     | 5     | 5     | 6     | 10    | 5     | 8     | 11    | 7     | 5      | 4      | 7      | 9      | 5      | 6      | 7      | 7      | 7      | 5      | 6      | 128    |
| 6    | Kaiku-Berez Galanta        | Bizkaitarra           | 9     | 6     | 8     | 5     | 6     | 6     | 6     | 6     | 5     | 11     | 10     | 5      | 11     | 9      | 11     | 5      | 8      | 8      | 8      | 4      | 113    |
| 7    | Zierbena-Bahías de Vizcaya | Zierbena              | 4     | 9     | 9     | 7     | 5     | 7     | 5     | 10    | 8     | 9      | 9      | 11     | 10     | 7      | 5      | 6      | 12     | 5      | 4      | 7      | 111    |
| 8    | Cabo da Cruz               | Cabo da Cruz          | 8     | 8     | 12    | 12    | 8     | 12    | 7     | 9     | 6     | 7      | 8      | 8      | 2      | 10     | 9      | 10     | 5      | 6      | 7      | 8      | 98     |
| 9    | Ondarroa-Cikautxo          | Antiguako Ama         | 10    | 12    | 10    | 8     | 9     | 11    | 10    | 8     | 9     | 8      | 6      | 9      | 1      | 8      | 7      | 11     | 10     | 10     | DNP    | DNP    | 77     |
| 10   | Santurtzi-Itsasoko Amao    | Sotera                | 6     | 10    | 11    | 9     | 11    | 9     | 9     | 7     | 12    | 12     | 12     | 4      | 5      | 6      | 10     | 8      | 6      | 12     | DNP    | DNP    | 75     |
| 11   | Lekittarra-Elecnor         | Lekittarra            | 12    | 7     | 6     | 11    | 7     | 8     | 12    | 12    | 10    | 6      | 7      | 6      | 12     | 12     | 8      | 9      | 11     | 9      | DNP    | DNP    | 69     |
| 12   | Ares                       | Santa Olalla de Lubre | 11    | 11    | 7     | 10    | DSQ   | 10    | 11    | 5     | 11    | 10     | 11     | 12     | 6      | 11     | 12     | 12     | 9      | 11     | DNP    | DNP    | 51     |

| Color     | Resultado                        |
| --------- | -------------------------------- |
| Oro       | Ganador                          |
| Plata     | Segundo                          |
| Bronce    | Tercero                          |
| Verde     | Puntuó                           |
| Negro     | DSQ - Descalificado              |
| Sin color | DNP - Inscrito pero no participó |

### Play-off de ascenso a Liga ACT
Los puntos se reparten entre los cinco participantes en cada regata.
| Posición | 1.º | 2.º | 3.º | 4.º | 5.º |
| Puntos   | 5   | 4   | 3   | 2   | 1   |

| Pos. | Club                    | Trainera         | 1 BER | 2 POR | Puntos |
| ---- | ----------------------- | ---------------- | ----- | ----- | ------ |
| 1    | Lekittarra-Elecnor      | Lekittarra       | 1     | 2     | 9      |
| 2    | Samertolameu-Fandicosta | Meira Mar        | 2     | 1     | 9      |
| 3    | Bueu-Teccarsa           | Maruxia          | 3     | 3     | 6      |
| 4    | San Pedro               | Libia            | 4     | 5     | 3      |
| 5    | Pedreña                 | Seve Ballesteros | 5     | 4     | 3      |